# 壇之浦パーキングエリア
壇之浦パーキングエリア（だんのうらパーキングエリア）は、山口県下関市壇之浦町の関門橋（関門自動車道）上にあるパーキングエリア。下り線（門司方面）にのみ設置されている。

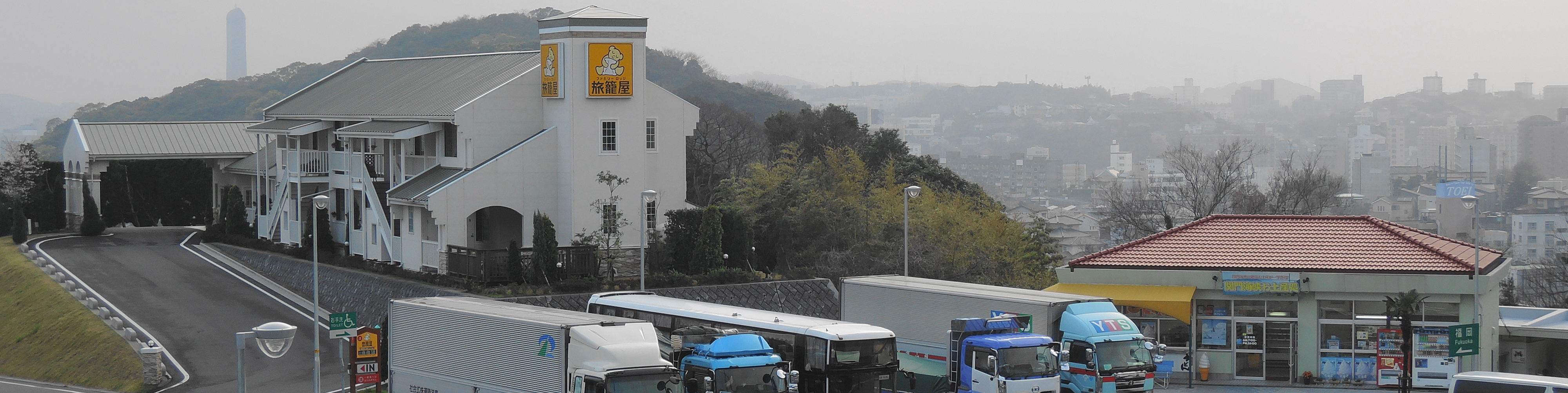
左：旅籠屋 右：売店

## 概要
関門海峡を眼下に望み、対岸には九州を見渡せる位置に設置されており、多くの車が休憩する。地形の関係もあって、本線の上り線側に施設が集約されているため、本線とは関門橋を一旦くぐる形で接続しており、エリアからは関門橋を見上げる形になる。24時間営業の売店やレストランが設置されている。これは、本州の対岸に位置するめかりPAについても同様である。ただし、この先の九州道古賀SA・東九州道今川PAまでガソリンスタンドがないので注意が必要である。
2008年（平成20年）4月23日に、本PAの隣接地（旧日本道路公団の社宅跡地）に株式会社旅籠屋が経営するホテル「ファミリーロッジ旅籠屋 壇之浦PA店」がオープンした。これは、名神高速道路多賀SA下り線「レストイン多賀」、東名高速道路足柄SA上り線「レストイン足柄」に次ぐ国内で3番目のハイウェイホテル（高速道路に直結したホテル）となり、西日本高速道路管内では初のハイウェイホテル導入となった。
レストラン施設は、オープン以来、下関市に本拠を置く株式会社ユニコン が手がけている（なお、2011年（平成23年） - 2016年（平成28年）の間はふぐ料理店などを展開する株式会社関門海が運営していた。）。

## 道路
- E2A 関門橋

## 施設
2021年（令和3年）6月19日にリニューアルオープンした。同年8月27日には新トイレ棟と屋上展望デッキがオープン。

### 下り線（福岡方面）
- 駐車場
  - 大型車 18台
  - 小型車 46台
  - 身障者用小型車 3台
- トイレ
  - 男性 大 10器・小 8器
  - 女性 20器
  - 身障者用 2器
- スナックコーナー・フードコート（24時間）[7]
  - テイクアウトコーナー（8:00 - 18:00）[7]
- ショッピングコーナー（24時間）[7]
- 宝くじ（8:00 - 17:00）[7]
- EV急速充電スタンド 4基（24時間）[8][7]
- ハイウェイホテル「ファミリーロッジ旅籠屋」（チェックイン 15:00 - 23:00、チェックアウト 11:00）[7]
- インフォメーション・FAXサービス（平日 9:00 - 17:00、土・日・祝日 8:00 - 17:00）[7]
- ウェルカムゲート（24時間、駐車場 7台）[7]
- 自動販売機

## 隣
E2A 関門橋
(37)下関IC - 壇之浦PA（下り線のみ） - (38)門司港IC - (PA)めかりPA（上り線のみ） - (1)門司IC

## その他
- ファミリーロッジ旅籠屋は、一般道からでも利用可能（パーキングエリアと別に一般道向けの駐車場が用意されている）。
- 8月中旬に開催される関門海峡花火大会が行われる際は混雑を避けるため、満車になり次第入口が閉鎖される。また、花火大会が開催される時は盆休みの帰省ラッシュも重なるため、関門橋および関門トンネルは酷い渋滞に陥りやすい。
- めかりPAとともに、日本のサービスエリア・パーキングエリアとして初めて車椅子用トイレが設置されたエリアである。